# Zeid Ra'ad Zeid Al-Hussein
 (décembre 2015).
Si vous disposez d'ouvrages ou d'articles de référence ou si vous connaissez des sites web de qualité traitant du thème abordé ici, merci de compléter l'article en donnant les références utiles à sa vérifiabilité et en les liant à la section « Notes et références ».
Titre
Haut-Commissaire des Nations unies aux droits de l'homme
1er septembre 2014 – 31 août 2018
(3 ans, 11 mois et 30 jours)
Le prince Zeid Raad al-Hussein, né le 26 janvier 1964 à Amman, est un diplomate jordanien, membre de la dynastie hachémite et cousin de Fayçal II, dernier roi d'Irak. Il est haut-commissaire des Nations unies aux droits de l’homme du 1er septembre 2014 au 31 août 2018.

## Biographie
Le prince Zeid est le fils du prince Ra'ad ben Zeid Al-Hussein, prétendant au trône d'Irak et de Syrie et de son épouse Margaretha Inga Elisabeth Lind, d'origine suédoise, par la suite plus connue sous le nom de Majda Raad. 
Né à Amman en Jordanie, il est poursuit ses études à l'école de Reed en Angleterre puis à l'université Johns-Hopkins aux États-Unis. Il est alors étudiant chercheur au Christ's College de Cambridge où il obtient un doctorat en 1993.
Il est spécialiste des affaires politiques de la Force de protection des Nations unies (FORPRONU) pour l'ex-Yougoslavie de 1994 à 1996. Il rejoint alors New York comme représentant adjoint de son pays auprès de l'Organisation des Nations unies, avant d'être représentant en titre de 2000 à 2007. Il est ambassadeur de la Jordanie aux États-Unis et ambassadeur non résident au Mexique entre 2007 et 2010. Le prince Zeid joue un rôle important dans l'établissement de la Cour pénale internationale (CPI) et devient le premier président élu de l'Assemblée des États parties de la CPI. 
Au nom de la Jordanie, il fait aussi partie des principaux demandeurs de la criminalisation universelle du blasphème.
Il devient haut-commissaire des Nations unies aux droits de l'homme le 1er septembre 2014. À ce titre, il est mis en cause par Peter Gallo (Bureau des services de contrôle interne de l'ONU) et Anders Kompass (haut fonctionnaire à l'ONU) pour la déstabilisation de ce dernier à propos de son rapport interne sur les accusations d’abus sexuels par des militaires sur des enfants en Centrafrique lors de l'opération Sangaris. 
Bien qu'ouvertement critique du président américain Donald Trump et du « populisme », il défend, concernant l'Amérique latine, des positions proches de celles du département d’État. Il se positionne notamment comme un adversaire du gouvernement vénézuélien et, au contraire, comme un sympathisant du gouvernement colombien. 
En mai 2018, il insiste auprès du gouvernement ouzbek pour que celui-ci évite la répression et fasse preuve de retenue face à la radicalisation islamique sur son territoire.
Le 31 août 2018, il est remplacé à la tête du Haut-Commissariat des Nations unies aux droits de l'homme par Michelle Bachelet.

## Distinctions
- 2018 : Human Rights Tulip (en) décernée par le ministère néerlandais des Affaires étrangères[6].
- 2019 : Docteur honoris causa de l'université de Genève[7].